# تپه چیا کچگینه
تپه چیا کچگینه مربوط به مس و سنگ است و در شهرستان قصر شیرین، بخش مرکزی، دهستان نصرآباد، ۲۰۰ متری غرب روستای کرکهرک واقع شده و این اثر در تاریخ ۲۲ اسفند ۱۳۸۵ با شمارهٔ ثبت ۱۸۲۶۷ به‌عنوان یکی از آثار ملی ایران به ثبت رسیده‌است.